# Delos
Delos este o insulă în Grecia. Face parte din insulele Ciclade (arhipelag).
În antichitate a fost (pentru o lungă perioadă de timp) centrul spiritual al lumii grecești, locul de naștere mitic al zeiței Artemis (Diana) și a zeului Apollo.
Insula Delos a fost înscrisă în anul 1990 pe lista patrimoniului cultural mondial UNESCO.
Insula Delos, situate in apropierea lui Mykonos, lângă centrul arhipelagului Ciclade, este unul dintre cele mai importante situri mitologice, istorice și arheologice din Grecia. Excavațiile de pe insulă sunt printre cele mai extinse din Marea Mediterană; Lucrările continue se desfășoară sub conducerea Școlii Franceze de la Atena și multe dintre artefactele descoperite sunt expuse la Muzeul Arheologic din Delos și la Muzeul Național de Arheologie din Atena.
Delos a avut o poziție de sanctuar sfânt pentru un mileniu înainte ca mitologia greacă olimpică să devină locul de naștere al lui Apollo și Artemis. De la portul sacru, orizontul prezintă cele trei movile conice (imaginea de mai jos) care au identificat peisaje sacre unei zeițe în alte locuri: una, păstrând numele său pre-grecesc Muntele Kynthos [1], este încoronat cu un sanctuar al lui Zeus.
Înființat ca centru de cultură, Delos a avut o importanță pe care resursele sale naturale nu i-ar fi putut oferi niciodată. În acest sens, Leto, căutând un loc de naștere pentru Artemis și Apollo, sa adresat insulei:
   “Delos, dacă ați fi dispus să fiți locuința fiului meu Phoebus Apollo și să-i faceți un templu bogat; Pentru că nu vă va atinge nimeni altul, așa cum veți găsi; și cred că nu veți fi niciodată bogați în boi și oi, nici nu veți avea epocă, nici nu veți produce încă plante abundente. Dar dacă aveți templul lui Apollo, toți oamenii vă vor aduce hecatombe și se vor aduna aici, și se va ridica mereu mâncarea sacrificiului bogat și veți hrăni pe cei care locuiesc în voi din mâna străinilor; Căci cu adevărat propriul sol nu este bogat.
- Imnul homeric la Delian Apollo 51-60”

## Istorie
Investigarea vechilor cabane de piatră găsite pe insulă indică faptul că a fost locuită încă din mileniul 3 î.en. Thucydides identifică locuitorii originali ca carieni pirați care au fost în cele din urmă expulzați de regele Minos din Creta. Odyssey a fost deja cunoscut ca locul de naștere al zeilor gemeni Apollo și Artemis (deși se pare că există o anumită confuzie a locului de naștere al lui Artemis fiind fie Delos, fie insula Ortygia). Într-adevăr, între 900 î.H. și 100 î.H., Delosul sacru era un centru de cult major, unde Dionysus este, de asemenea, în evidență, precum și Titaness Leto, mamă a zeităților gemene menționate mai sus. În cele din urmă, dobândind semnificație religioasă panellenică, Delos a fost inițial un pelerinaj religios pentru ionieni. 
O serie de "purificări" au fost executate de orașul-stat al Atenei în încercarea de a face insula potrivită pentru închinarea corectă a zeilor. Primul a avut loc în secolul al VI-lea î.Hr., în regia tiranului Pisistratus, care a ordonat ca toate mormintele aflate în vizorul templului să fie săpate și corpurile mutate pe o altă insulă din apropiere. În secolul al V-lea î.Hr., în timpul celui de-al 6-lea an al războiului Peloponez și sub instrucțiunea Oracolului Delphic, întreaga insulă a fost curățată de toate corpurile moarte. Sa ordonat ca nimănui să nu i se permită să moară sau să dea naștere pe insulă din cauza importanței sale sacre și să-și păstreze neutralitatea în comerț, deoarece nimeni nu putea să pretindă proprietatea prin moștenire. Imediat după această purificare, a fost sărbătorit primul festival quinquennial al jocurilor Delian. 
După războaiele persane, insula a devenit o întâlnire naturală pentru Liga Deliană, fondată în anul 478 î.en, congresele fiind ținute în templu (un cartier separat a fost rezervat străinilor și sanctuarelor unor zeități străine.) Trezoreria comună a Ligii a fost Păstrate aici și până în 454 î.Hr., când Pericles la îndepărtat în Atena .
Insula nu avea capacități productive pentru alimente, fibre sau lemn, fiind importate astfel. Apele limitate au fost exploatate cu un sistem extins de cisterne și apeducte, fântâni și canale de scurgere sanitare. Diferite regiuni au operat agorii (piețe).
Strabo afirmă că, în 166 î.Hr., romanii au transformat Delosul într-un port liber, motivat parțial de faptul că încearcă să dăuneze comerțului din Rhodos, în momentul țintei ostilității romane.
Comercianții romani au venit să cumpere zeci de mii de sclavi capturați de pirații cilici sau capturați în războaie ca urmare a dezintegrării imperiului Seleucid. A devenit centrul comerțului cu sclavi, cu cea mai mare piață de sclavi din regiunea mai mare fiind menținută aici.
Insula a fost atacată în 88 î.Hr. de trupele lui Mithridates VI de Pontus, un inamic ferm al Romei, care a ucis aproximativ 20.000 de romani rezidenți. Un alt atac devastatos a fost provocat de pirați în 69 î.H. Înainte de sfârșitul secolului 1 î.en, rutele comerciale s-au schimbat; Delos a fost înlocuit de Puteoli ca principalul centru al comerțului italian cu estul, iar ca centru de cult a intrat și el într-un declin puternic.
Datorită istoriei de mai sus, Delos - spre deosebire de alte insule grecești - nu avea o comunitate autohtonă autohtonă proprie. Drept urmare, în ultima vreme a devenit nelocuit.
Din anul 1872, École française d'Athènes ("Școala franceză din Atena") excavă insula, complexul de clădiri care se compară cu cele din Delphi și Olympia.
În 1990, UNESCO a inscris Delos pe Lista Patrimoniului Mondial, citându-l drept situl arheologic "extrem de extins și bogat", care "transmite imaginea unui mare port mediteranean cosmopolit".